# Blazing Away
Blazing Away — концертный альбом Марианны Фейтфулл, изданный на лейбле Island в 1990 году

## Отзыв критики
| Оценки критиков | Оценки критиков |
| Источник        | Оценка          |
| --------------- | --------------- |
| Allmusic        | [ 2 ]           |

В своей рецензии для Allmusic Нед Раггетт отмечает: «Полностью утвердившись в качестве драматической, новаторской певицы с поразительной притягательностью и энергией благодаря череде отличных релизов 80-х, Фейтфулл завершила десятилетие своего ренессанса Blazing Away, превосходным концертным альбомом… Фейтфулл и исполнители подходят друг к другу как перчатки, делая акцент на более тонких аранжировках и исполнении, что соответствует тихой, поразительной атмосфере выступления.»

## Список композиций
1. «Les Prisons du Roy» (Мишель Ривгош, Ирвинг Гордон[англ.]) — 6:46
2. «Strange Weather» (Кэтлин Бреннан[англ.], Том Уэйтс) — 5:12
3. «Guilt» (Барри Рейнольдс[англ.]) — 7:51
4. «Working Class Hero» (Джон Леннон) — 6:07
5. «Sister Morphine» (Марианна Фейтфулл, Мик Джаггер, Кит Ричардс) — 7:25
6. «As Tears Go By» (Джаггер, Эндрю Луг Олдем, Ричардс) — 4:25
7. «Why’d Ya Do It?» (Фейтфулл, Рейнольдс, Терри Стэннард[англ.], Хиткоут Уильямс, Стив Йорк) — 6:31
8. «When I Find My Life» (Фейтфулл, Рейнольдс) — 2:59
9. «The Ballad of Lucy Jordan» (Шел Силвестайн) — 5:08
10. «Times Square» (Рейнольдс, Фейтфулл) — 4:57
11. «Blazing Away» (Фейтфулл, Рейнольдс) — 4:10
12. «She Moved Through the Fair[англ.]» (Tрадиционная; аранжировано Марианной Фейтфулл) — 2:09
13. «Broken English» (Фейтфулл, Джо Мавети, Рейнольдс, Стэннард, Йорк) — 7:37

### Список композиций концерта
1. «Les Prisons du Roy»
2. «Falling from Grace»
3. «The Blue Millionaire»
4. «Strange Weather»
5. «Guilt»
6. «Sister Morphine»
7. «Working Class Hero»
8. «When I Find My Life»
9. «The Ballad of Lucy Jordan»
10. «As Tears Go By»
11. «Why D’Ya Do It?»
12. «Boulevard of Broken Dreams[англ.]»
13. «Broken English»
14. «Times Square»

## Участники записи
- Марианна Фейтфулл — вокал
- Барри Рейнольдс[англ.] — гитара, бэк-вокал (треки 1-10, 12 и 13), музыкальный руководитель, ассоциированный продюсер
- Марк Рибо — гитара (треки 1-10, 12 и 13)
- Гарт Хадсон — клавишные, аккордеон (треки 1-10, 12 и 13)
- Лью Солофф[англ.] — труба, флюгельгорн (треки 1-10, 12 и 13)
- Мак Ребеннэк — фортепиано (дорожка 10)
- Фернандо Сондерс[англ.] — бас, бэк-вокал, гитара
- Дуги Боун (треки 1-10, 12 и 13), Чарли Дрейтон[англ.] (11 трек) — ударные
- Кевин Савангер — клавишные (11 трек)
- Дон Алиас[англ.] — ударные (11 трек)
- Гиб Уортон — педальная слайд-гитара (11 трек)
- Нельсон Стамп — колокольчик, бас-барабан (14 трек)

Технический персонал
- Кевин Патрик — исполнительный продюсер
- Джо Ферла — инженер, сведение
- Тони Райт[англ.] — художественное оформление, обложка
- Дана Симидзу — дизайн
- Джордж Дюбоз — фотография на обложке